# تاو يوان
تاو يوان (بالصينية: 陶源) (18 يناير 1993 بأنكينغ في الصين - ) هو لاعب كرة قدم صيني في مركز الوسط. لعب مع جيانغسو سونينغ.

## روابط خارجية
- تاو يوان على موقع قاعدة بيانات كرة القدم.إي يو (الإنجليزية)
- تاو يوان على موقع Soccerway.com (الإنجليزية)
- تاو يوان على موقع اللجنة الأولمبية الصينية (الإنجليزية)